# Christoph Pfingsten
Christoph Pfingsten (Potsdam, 20 de novembre de 1987) és un ciclista alemany, professional des de 2009 i actualment a l'equip Team Jumbo-Visma. Especialista en ciclocròs, ha obtingut un campionat nacional, i una medalla de plata al Campionat del món sub-23.

## Palmarès en ciclocròs
- 2011-2012
  -  Campió d'Alemanya en ciclocròs

## Palmarès en carretera
- 2007
  - Vencedor d'una etapa al Gran Premi ciclista de Gemenc
- 2010
  - Vencedor d'una etapa al Gran Premi Ringerike
- 2014
  - Vencedor d'una etapa a la Fletxa del sud

### Resultats a la Volta a Espanya
- 2016. 75è de la classificació general
- 2016. 142è de la classificació general

### Resultats al Giro d'Itàlia
- 2018. 58è de la classificació general
- 2020. No surt (10a etapa)